# Basílica de San Vito (Mönchengladbach)
La Basílica de San Vito o la Abadía de Mönchengladbach (en alemán: Münster-Basilika St. Vitus; Mönchengladbacher Münster) es una iglesia católica en Mönchengladbach en Alemania. Un antiguo monasterio benedictino, el Papa Pablo VI la elevó en 1973 al rango de Basílica Menor.
El primer conocimiento cierto sobre la fundación de la abadía se remonta a un documento de finales del siglo XI, probablemente desde el scriptorium del monasterio de Gladbach. Este documento, ricamente iluminado, informa que un noble habría erigido, mucho antes de la fundación de la abadía, una iglesia en la cima de la colina, iglesia que fue destruida por los magiares en 954.
En 1120, a más tardar, el monasterio se vio afectado por la reforma benedictina de Siegburg. Entre 1228 y 1239 la nave de la abadía tomó su forma definitiva. Entre 1256 y 1277, cuando se estaba reconstruyendo, apareció la idea de construir un nuevo coro, pero en un plano diferente (el típico coro alargado del estilo gótico). Para llevar a cabo este plan, el maestro Gerhard, el primer arquitecto de la catedral de Colonia, colabroró con su experiencia. Alberto Magno consagró la abadía el 28 de abril de 1275. [cita requerida]

## Véase también

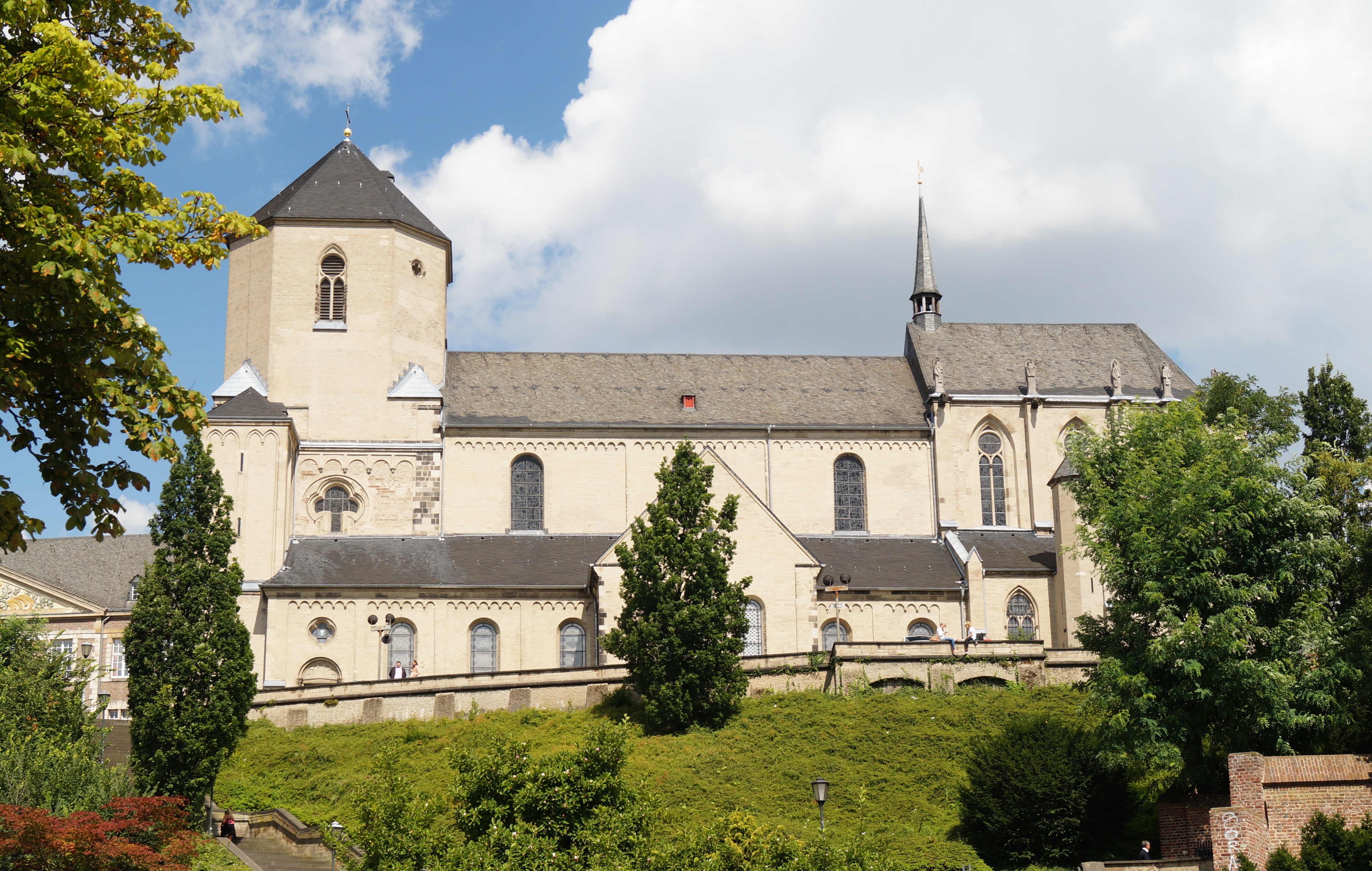
Otra vista del templo